# Liste der Biografien/Dau
Liste der Biografien |
Portal Biografien |
Personensuche
# |
A |
B |
C |
D |
E |
F |
G |
H |
I |
J |
K |
L |
M |
N |
O |
P |
Q |
R |
S |
T |
U |
V |
W |
X |
Y |
Z |
?
 
Da |
Db |
Dc |
Dd |
De |
Dg |
Dh |
Di |
Dj |
Dk |
Dl |
Dm |
Dn |
Do |
Dq |
Dr |
Ds |
Du |
Dv |
Dw |
Dy |
Dz
 
Daa |
Dab |
Dac |
Dad |
Dae |
Daf |
Dag |
Dah |
Dai |
Daj |
Dak |
Dal |
Dam |
Dan |
Dao |
Dap |
Daq |
Dar |
Das |
Dat |
Dau |
Dav |
Daw |
Dax |
Day |
Daz
Die Liste der Biografien führt alle Personen auf, die in der deutschsprachigen Wikipedia einen Artikel haben. Dieses ist eine Teilliste mit 429 Einträgen von Personen, deren Namen mit den Buchstaben „Dau“ beginnt.

## Dau
- Dau, Carl (* 1942), deutscher Designer
- Dau, Dirk H. (* 1943), deutscher Jurist
- Dau, Gustav (1853–1904), deutscher und Politiker (DFP), MdR, Landwirt
- Dau, Helmut (1926–2010), deutscher Jurist
- Dau, Herbert (1911–2000), deutscher Politiker (SPD), MdHB, Hamburger Bürgerschaftspräsident
- Dau, Katharina (1944–2018), deutsche Opern-, Lied- und Konzertsängerin (Mezzosopran/Alt)
- Dau, Klaus (* 1934), deutscher Jurist und Ministerialbeamter
- Dau, Markus (* 1982), deutscher Handballtrainer, Handballspieler
- Dau, Ronny (* 1963), deutscher Fußballspieler
- Dau, Stephen Dhieu, südsudanesischer Politiker

### Daub
- Daub, Adrian (* 1980), deutscher LiteraturwissenschaftlerAdrian Daub (* 1980)

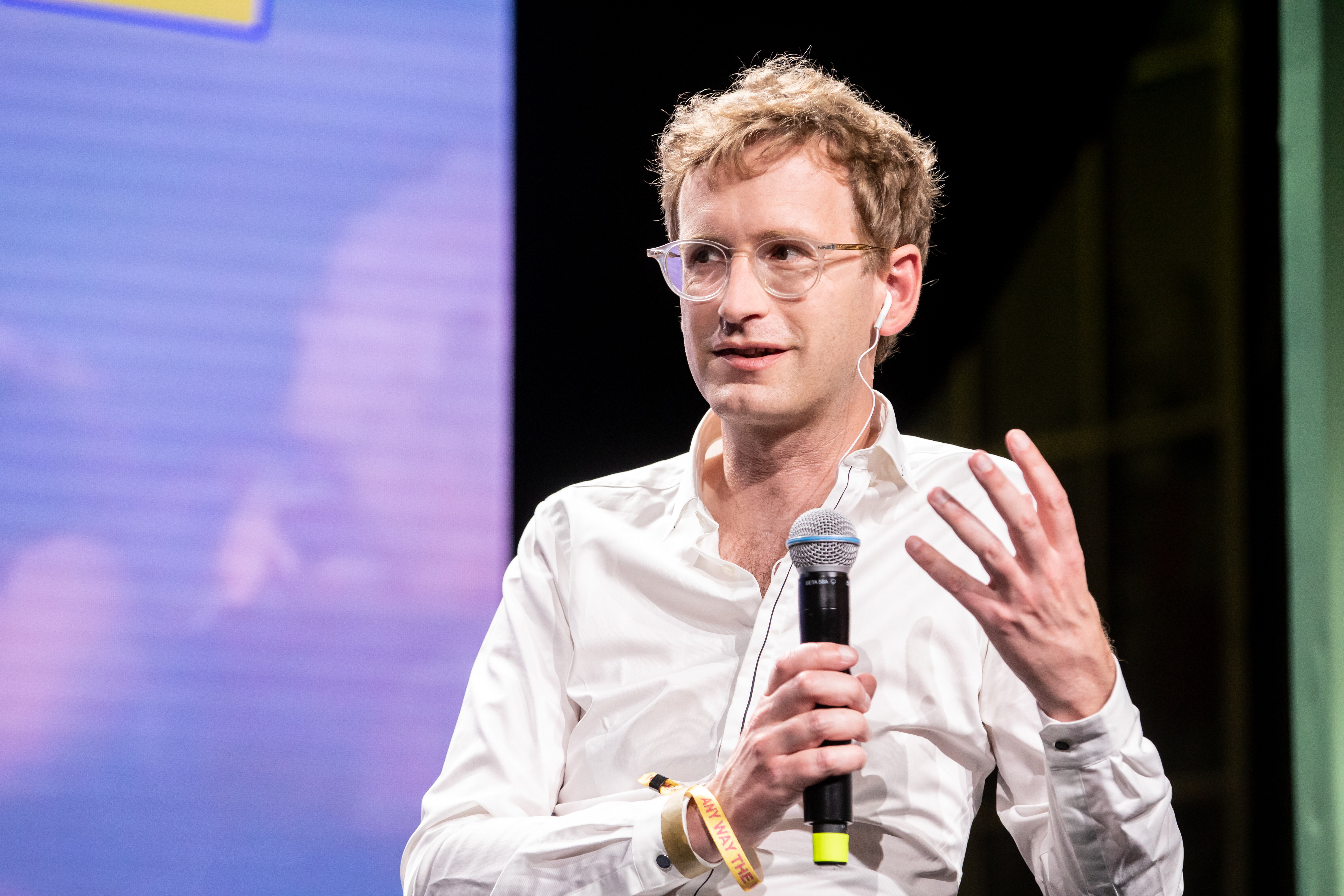
Adrian Daub (* 1980)

- Daub, Britta (* 1999), deutsche Basketballspielerin
- Daub, Carl (1765–1836), deutscher evangelischer Theologe
- Daub, Claus-Heinrich (* 1969), deutscher Soziologe und Hochschullehrer
- Daub, Ellen (1900–1965), deutsche Schauspielerin
- Daub, Eugen (* 1939), deutscher Maler
- Daub, Ewald (1889–1946), deutscher Kameramann
- Daub, Gerhard (1928–1993), deutscher Politiker (FDP), MdL
- Daub, Gerti (* 1937), deutsches Fotomodell und Filmschauspielerin
- Daub, Hal (* 1941), US-amerikanischer Politiker (Republikanische Partei)
- Daub, Helga (* 1942), deutsche Politikerin (FDP), MdB
- Daub, Jakob Hermann (1805–1847), deutscher evangelischer Theologe und Autor christlicher Erbauungsliteratur
- Daub, Michael (* 1973), deutscher Journalist, Moderator und Sprecher
- Daub, Phil (* 1967), deutscher Synchronsprecher
- Daub, Philipp (1896–1976), deutscher SED-Funktionär, MdR, Oberbürgermeister von Magdeburg
- Daub, Sigrid (1927–2020), deutsche Religionspädagogin und Übersetzerin
- Daub, Susanne (* 1964), deutsche Latinistin
- Daubaraitė, Sofija (* 1951), litauische Politikerin und Journalistin
- Daube, David (1909–1999), deutsch-US-amerikanischer Rechtswissenschaftler, Exeget
- Daube, Dennis (* 1989), deutscher FußballspielerDennis Daube (* 1989)

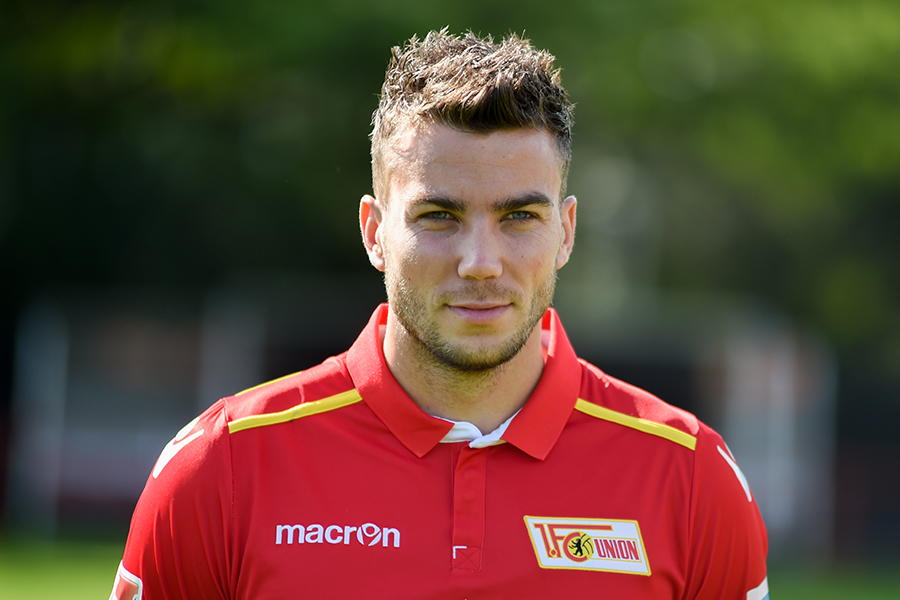
Dennis Daube (* 1989)

- Daube, Ernst (1869–1956), deutscher Mundartdichter
- Daube, Erwin (1908–1942), nationalsozialistischer Jugendführer
- Daube, Hannes (* 2000), US-amerikanischer Wasserballspieler
- Daube, Helmut († 1928), deutsches Mordopfer
- Daube, Johann Friedrich († 1797), deutscher Komponist, Musiktheoretiker und Lautenist der Vorklassik
- Daube, Marion (* 1976), Direktorin des Schweizer Frauenfussballs im Schweizer Fussballverband (SFV)
- Daube, Mattis (* 1998), deutscher Fußballspieler
- Daube, Willi (1883–1941), deutscher Generalmajor im Zweiten Weltkrieg
- Daubechies, Ingrid (* 1954), belgische Mathematikerin, Professorin und Direktorin an der Princeton UniversityIngrid Daubechies (* 1954)

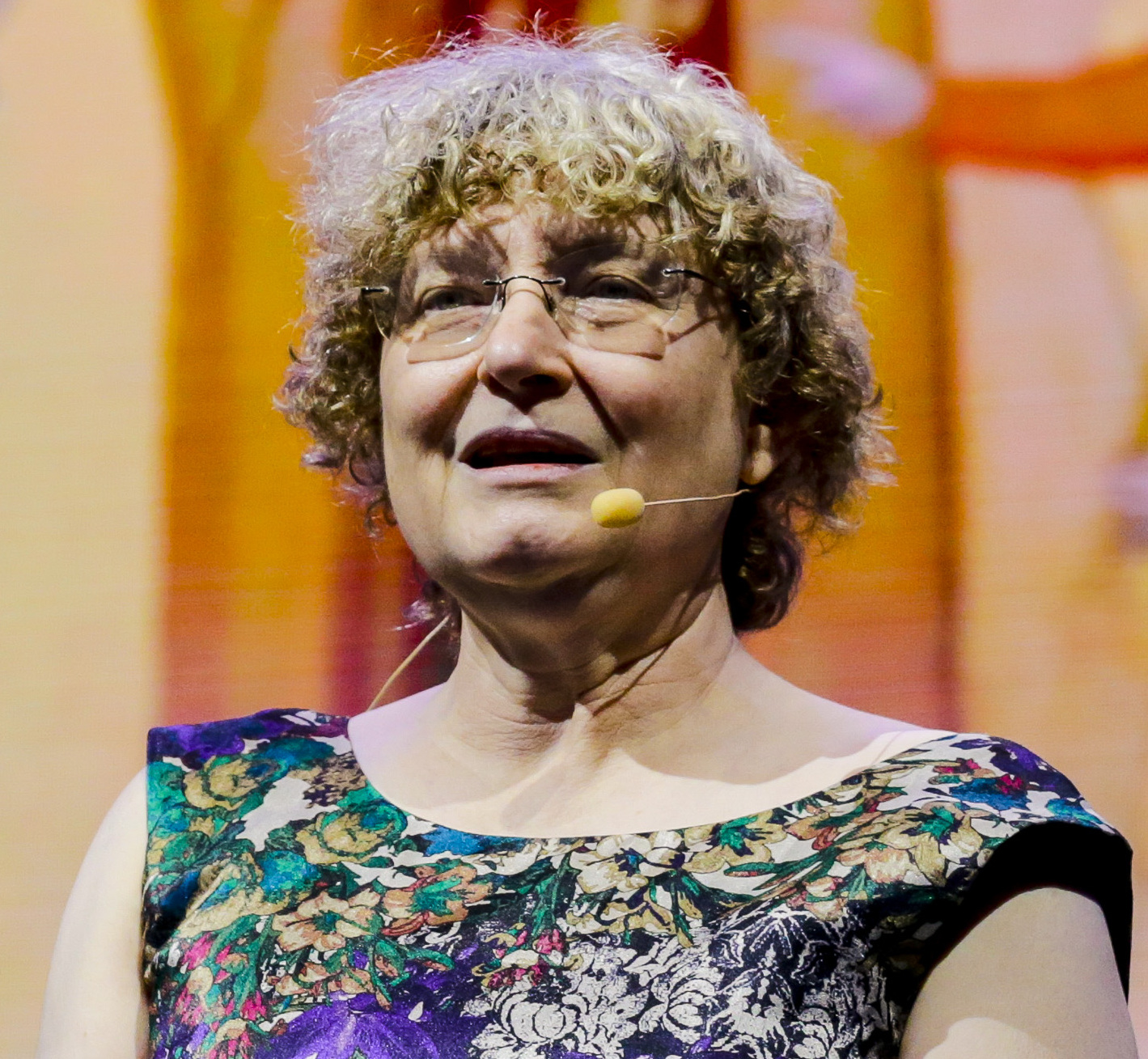
Ingrid Daubechies (* 1954)

- Dauben, Cornelia (* 1975), deutsche Triathletin
- Dauben, Joseph W. (* 1944), US-amerikanischer Wissenschafts- und Mathematikhistoriker
- Dauben, William G. (1919–1997), amerikanischer Chemiker und Hochschullehrer
- Daubeney, Elis († 1305), anglo-bretonischer Adliger, Militär und Politiker
- Daubeney, Giles († 1386), englischer Ritter und Politiker
- Daubeney, Giles (1370–1403), englischer Ritter und Politiker
- Daubeney, Giles (1399–1446), englischer Ritter und Politiker
- Daubeney, Giles, 1. Baron Daubeney († 1508), englischer Adliger, Militär und Staatsmann
- Daubeney, Henry, 1. Earl of Bridgewater († 1548), englischer Adliger
- Daubeney, Ralph († 1378), englischer Ritter und Militär
- Daubeney, William (1424–1461), englischer Ritter und Politiker
- Daubenfeld, Mario (* 1958), luxemburgischer General
- Daubenspeck, Carl Friedrich (1857–1931), deutscher Landschaftsmaler der Düsseldorfer Schule
- Daubenspeck, Hermann (1831–1915), deutscher Reichsgerichtsrat
- Daubenspeck, Philip (1905–1951), US-amerikanischer Schwimmer
- Daubenspeck-Focke, Anne (1922–2021), deutsche Bildhauerin und Malerin
- Daubenthaler, Karl (1876–1937), preußischer Steinmetz, Landrat und Politiker (SPD), MdL
- Daubenton, Louis Jean Marie (1716–1799), französischer Arzt und Naturforscher
- Daubenton, Pierre (1703–1776), französischer Rechtsanwalt, Politiker, Autor und Enzyklopädist
- Daubeny, Charles (1795–1867), englischer Chemiker, Botaniker und Geologe
- Dauber, August (1869–1957), deutscher Architekt
- Dauber, Carola (1898–1985), deutsche Politikerin (SPD), MdL
- Dauber, Desirée (* 1973), deutsche Juristin und Richterin am Bundesgerichtshof
- Dauber, Dol (1894–1950), österreichischer Violinist, Komponist und Orchesterleiter
- Dauber, Doris (1897–1953), deutsche Schriftstellerin
- Däuber, Friedl (1911–1997), deutscher Skirennläufer und Skilangläufer
- Dauber, Heinrich (* 1944), deutscher Erziehungswissenschaftler
- Dauber, Jami, US-amerikanische Jazzmusikerin (Trompete)
- Dauber, Johann Heinrich (1610–1672), Vizekanzler der Universität Marburg
- Dauber, Johann Peter (1598–1650), Rektor der Universität Kassel
- Dauber, Karl (1841–1922), deutscher Gymnasiallehrer und Schuldirektor
- Dauber, Ludwig (1798–1885), deutscher Gymnasiallehrer und Schuldirektor
- Dauber, Philip (* 1942), US-amerikanischer Autor, Filmproduzent und Filmregisseur
- Dauber, Reinhard (* 1942), deutscher Architekt, Kunsthistoriker und Hochschullehrer
- Dauber, Robert (1922–1945), österreichischer Cellist und Komponist
- Dauber, Rudolf (1899–1980), deutscher Politiker (CDU), MdL
- Dauber, Stefan (* 1961), deutscher Fußballspieler
- Däuber, Ulrich (* 1970), deutscher American-Football-Trainer
- Dauberger, Hanna (1872–1957), österreichische Schauspielerin und Schriftstellerin
- Dauberman, Gary, US-amerikanischer Drehbuchautor und Regisseur
- Daubermann, Leonie (* 1999), deutsche Mountainbikerin
- Daubermann, Lucas (* 1995), brasilianischer Fußballspieler
- Dauberson, Dany (1925–1979), französische Sängerin und Schauspielerin
- Daubert, Elsa (1894–1972), deutsche Malerin und Zeichnerin
- Daubert, Johannes (1877–1947), deutscher Philosoph
- Daubert, Philipp Wilhelm (1799–1875), deutscher Konservenfabrikant
- Daubertshäuser, Klaus (1943–2008), deutscher Politiker (SPD), MdB und Manager
- Dauberval, Jean (1742–1806), französischer Tänzer und Choreograf
- Daubié, Julie-Victoire (1824–1874), französische Journalistin und Frauenrechtlerin
- Daubigny, Charles-François (1817–1878), französischer Maler
- d’Aubigny, Julie († 1707), Schwertkämpferin und OpernsängerinJulie d’Aubigny († 1707)

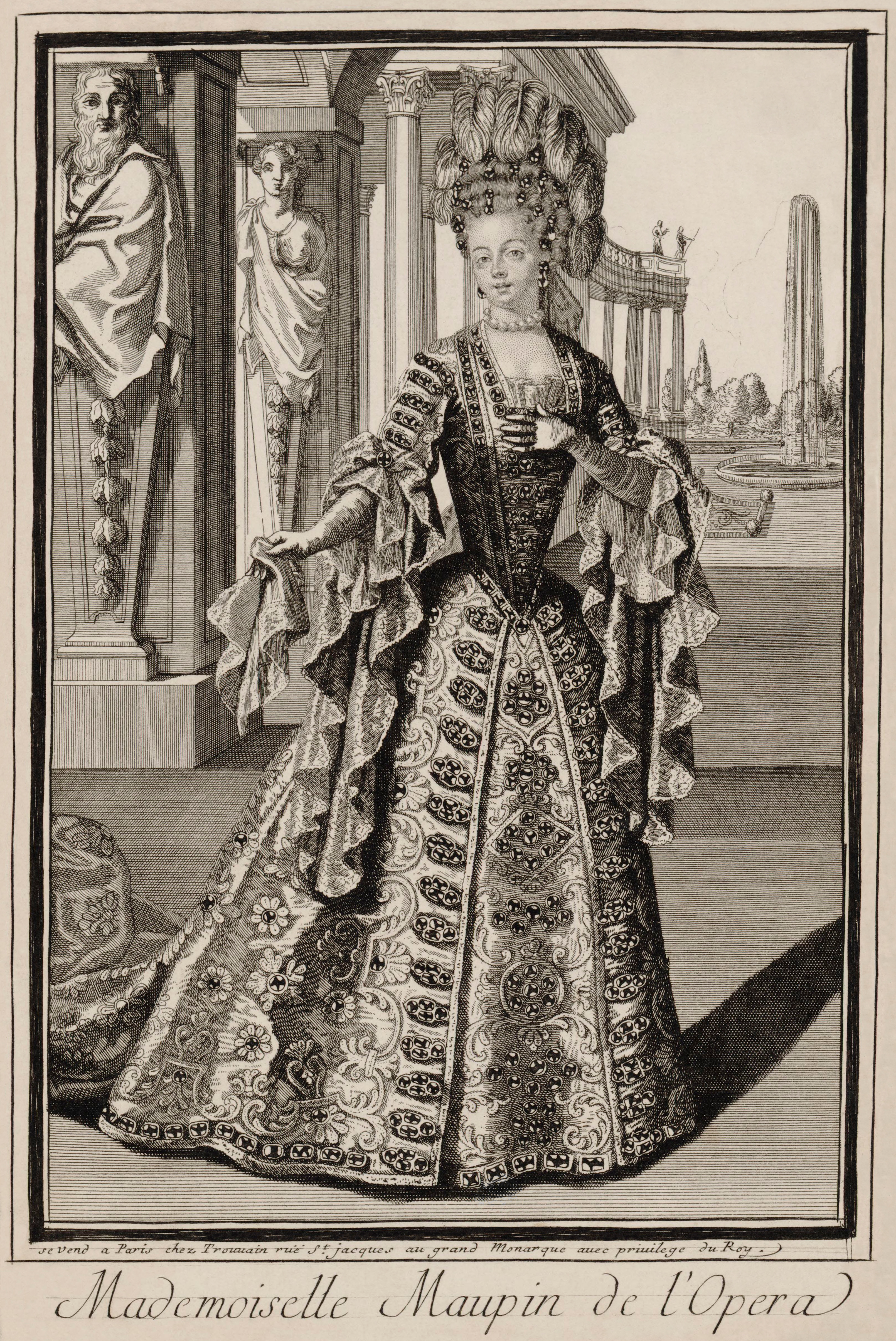
Julie d’Aubigny († 1707)

- d’Aubigny, Wilhelm (1699–1751), Bürgermeister von Kassel
- Daubitz, Paul (1881–1951), deutscher Komponist, Organist und Musiklehrer
- Daubitz, Ralf (* 1961), deutscher Fußballspieler
- Daubländer, Rita (* 1956), deutsche Bildende Künstlerin
- Däuble, Friedrich (* 1953), deutscher Diplomat
- Däuble, Lara (* 2006), deutsche Handballspielerin
- Daublebsky von Eichhain, Maximilian (1865–1939), österreichischer Vizeadmiral der österreichisch-ungarischen Marine
- Daublebsky von Sterneck der Jüngere, Robert (1871–1928), österreichischer Mathematiker
- Daublebsky von Sterneck, Maximilian (1829–1897), österreichischer Admiral
- Daublebsky von Sterneck, Robert (1839–1910), österreichischer Geodät und Geophysiker
- Daublebsky-Sterneck, Moritz (1912–1986), österreichischer Gerechter unter den Völkern
- Däubler, Clara, deutsche Jazzmusikerin (Kontrabass, Komposition)
- Däubler, Lars (* 1977), deutscher Jazzmusiker (Trompete)
- Däubler, Theodor (1876–1934), deutscher Schriftsteller
- Däubler, Wolfgang (* 1939), deutscher Rechtswissenschaftler
- Däubler-Gmelin, Herta (* 1943), deutsche Politikerin (SPD), MdBHerta Däubler-Gmelin (* 1943)

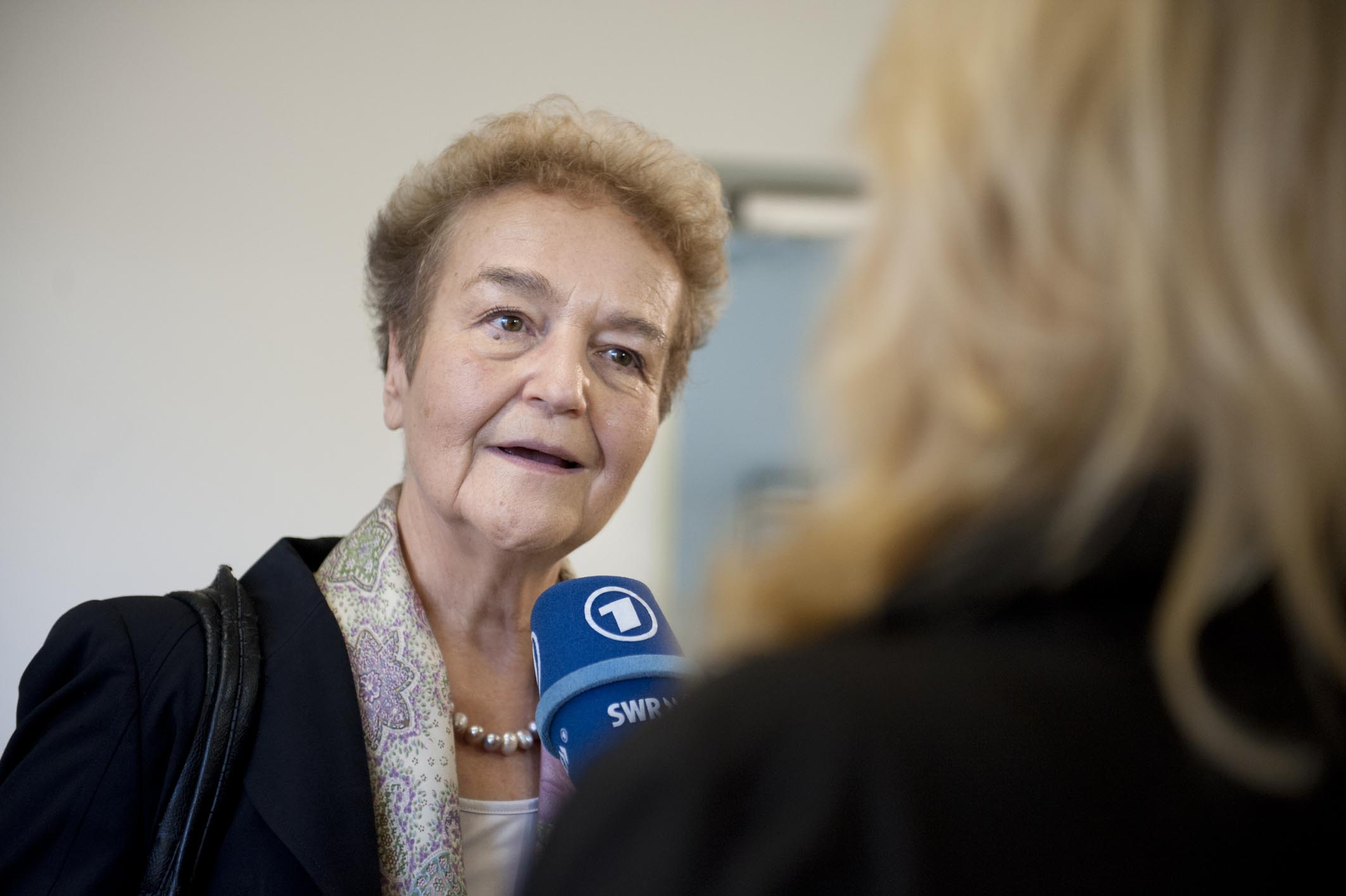
Herta Däubler-Gmelin (* 1943)

- Däublin, Otto (1900–1975), evangelischer Pfarrer in Rohrbach und Heidelberg
- Daubmann, Hans († 1573), deutscher Buchdrucker
- Daubmann, Oskar (1898–1954), Kaiserstühler HochstaplerOskar Daubmann (1898–1954)

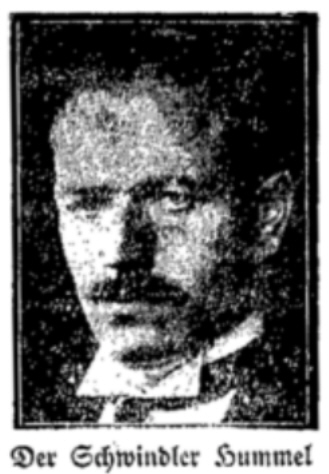
Oskar Daubmann (1898–1954)

- Daubner, Daniela (* 1990), deutsche Leichtathletin
- Daubner, Frank (* 1971), deutscher Althistoriker und Hochschullehrer
- Daubner, Georg (1865–1926), deutscher Landschafts- und Bühnenmaler
- Daubner, Phillip (* 1994), deutscher Basketballspieler
- Daubner, Susanne (* 1961), deutsche Nachrichtensprecherin bei der ARD-Tagesschau
- Daubnerová, Jana (* 1984), slowakische Biathletin
- Daubnerová, Nikola (* 2005), slowakische Tennisspielerin
- Daubney, Peter (* 1968), englischer Snookerspieler
- Daubney, Robert (1891–1977), britischer Tierarzt, Parasitologe und Kolonialbeamter
- Daubrée, Gabriel Auguste (1814–1896), französischer Geologe und Hochschullehrer
- D’Aubuisson Arrieta, Roberto (1944–1992), salvadorianischer Geheimdienstler und Politiker

### Dauc
- Daucé, Sébastien (* 1980), französischer Musikologe, Cembalist Organist und Orchesterleiter
- Dauch, Walther (1874–1943), deutscher Kaufmann und Politiker (DVP), MdHB, MdR
- Daucher, Elmar (1932–1989), deutscher Bildhauer
- Daucher, Hans (1486–1538), deutscher Bildhauer
- Daucher, Hans (1924–2013), deutscher Kunstpädagoge und Maler
- Daucher, Helmut (* 1957), österreichischer Fotograf
- Daucher, Susanna, Anhängerin der Täuferbewegung
- Dauchez, André (1870–1948), französischer Maler, Grafiker und Fotograf
- Daučík, Ferdinand (1910–1986), slowakischer Fußballspieler und Fußballtrainer
- Daučík, Yanko (1941–2017), tschechoslowakisch-spanischer Fußballspieler
- Daučíková, Anna (* 1950), slowakische Malerin, Fotografin und Performancekünstlerin
- Daucourt, Chantal (* 1966), Schweizer Mountainbikerin
- Daucourt, Ernest (1848–1941), Schweizer Journalist, Rechtsanwalt und Politiker (KVP)
- Daucourt, Gérard (* 1941), französischer Geistlicher, emeritierter Bischof von Nanterre

### Daud
- Daud Pascha (1797–1851), Mamlukenherrscher im Irak
- Daud, Ayub (* 1990), somalischer Fußballspieler
- Daud, Mohammed Daud (1969–2011), afghanischer Politiker und MilizenchefMohammed Daud Daud (1969–2011)

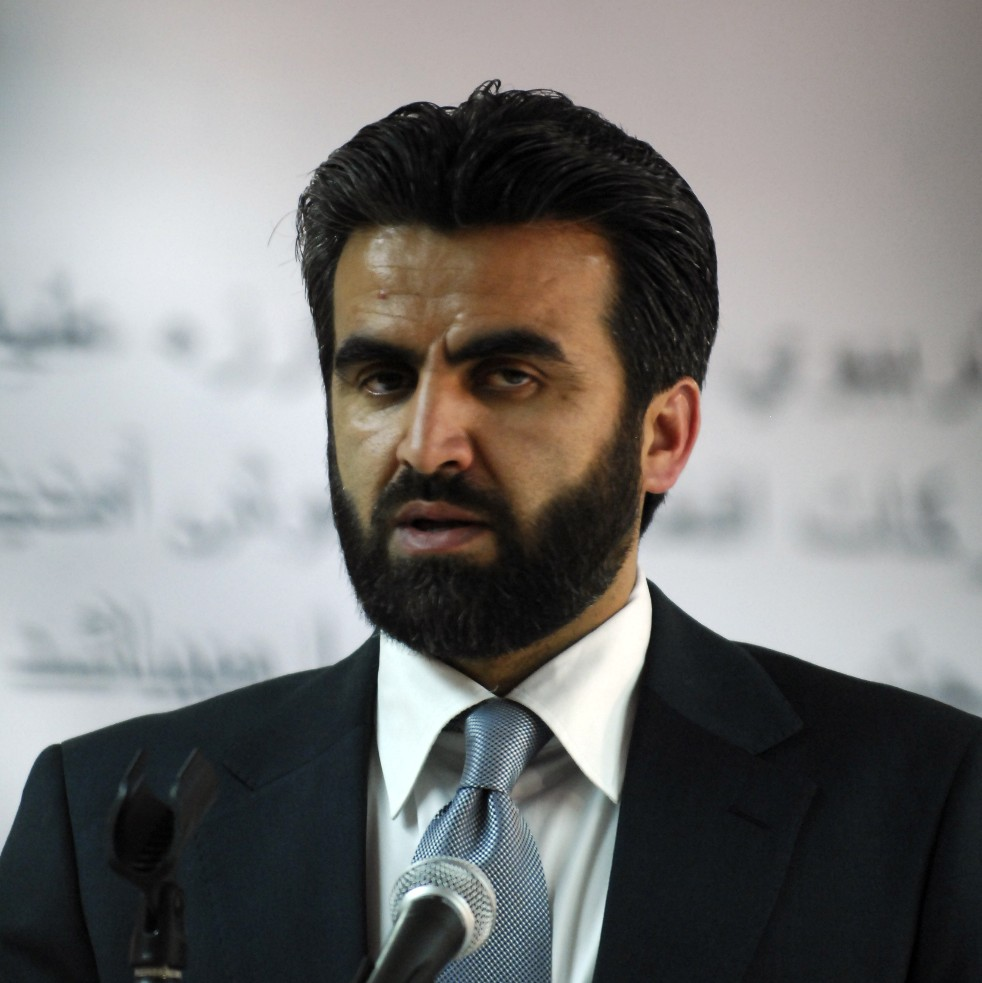
Mohammed Daud Daud (1969–2011)

- Daud, Ruslan M (* 1970), indonesischer Politiker
- Daud, Salawati († 1988), indonesische Politikerin und Frauenrechtlerin
- Daud, Sulaiman (1933–2010), malaysischer Politiker
- Dauda, Abiola (* 1988), nigerianischer Fußballspieler
- Dauda, Fatau (* 1985), ghanaischer Fußballtorhüter
- Dauda, Joseph Bandabla (1942–2017), sierra-leonischer Politiker
- Dauda, Kurt (* 1913), deutscher Fußballspieler
- Dauda, Mohammed (* 1998), ghanaischer Fußballspieler
- Dauda, Samson (* 1986), nigerianisch-britischer Bodybuilder
- Daúde (* 1961), brasilianische Sängerin, Schauspielerin und Fotomodell
- Daude, Hadrian (1704–1755), deutscher Jesuit, Theologe und Historiker
- Daude, Paul (1851–1913), deutscher Staatsbeamter und Sachbuchautor
- Daudel, Raymond (1920–2006), französischer Chemiker
- Daudert, Charlott (1913–1961), deutsche Schauspielerin
- Daudet, Alphonse (1840–1897), französischer SchriftstellerAlphonse Daudet (1840–1897)

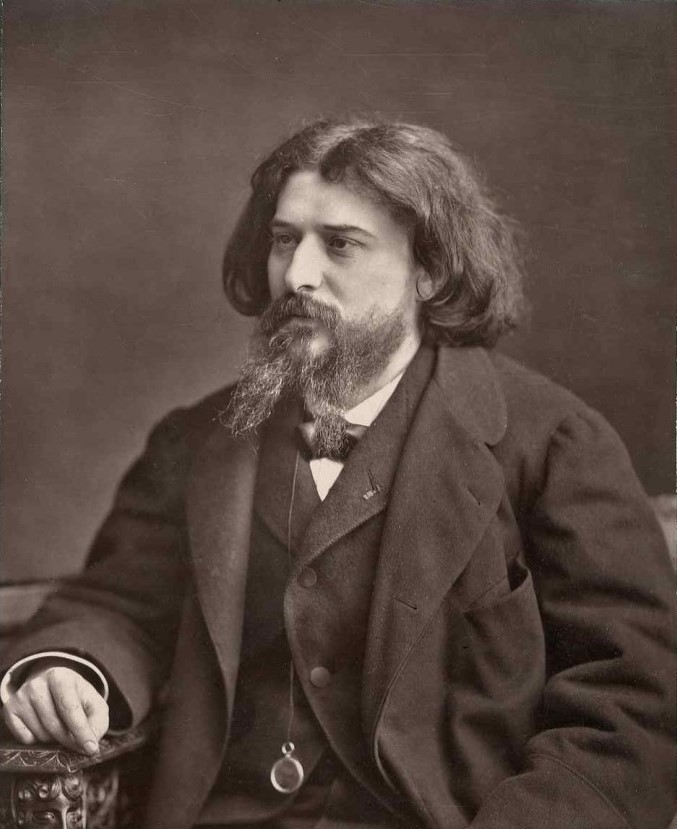
Alphonse Daudet (1840–1897)

- Daudet, Ernest (1837–1921), französischer Schriftsteller, Historiker und Journalist
- Daudet, Gwendoline (* 1998), französische Shorttrackerin
- Daudet, Joris (* 1991), französischer Radrennfahrer
- Daudet, Léon (1867–1942), französischer Schriftsteller und politischer Publizist
- Daudet, Yves (* 1940), französischer Jurist und Hochschullehrer
- Daudi Chwa II. (1896–1939), Kabaka von Buganda
- Daudin, François-Marie (1776–1803), französischer Zoologe
- Daudistel, Albert (1890–1955), deutscher Schriftsteller
- Daudsai, Umar (* 1957), afghanischer Politiker
- Daudt de Oliveira, Felipe (1890–1933), brasilianischer Lyriker
- Daudy, Kate (* 1970), britische Künstlerin

### Daue
- Dauelsberg, Elard (* 1892), deutscher Hockeyspieler
- Dauelsberg, Peter (* 1933), deutscher Violoncellist
- Dauenhauer, Alois (1929–2022), deutscher Politiker (CDU), MdL
- Dauenhauer, Dascha (* 1989), deutsche FilmkomponistinDascha Dauenhauer (* 1989)

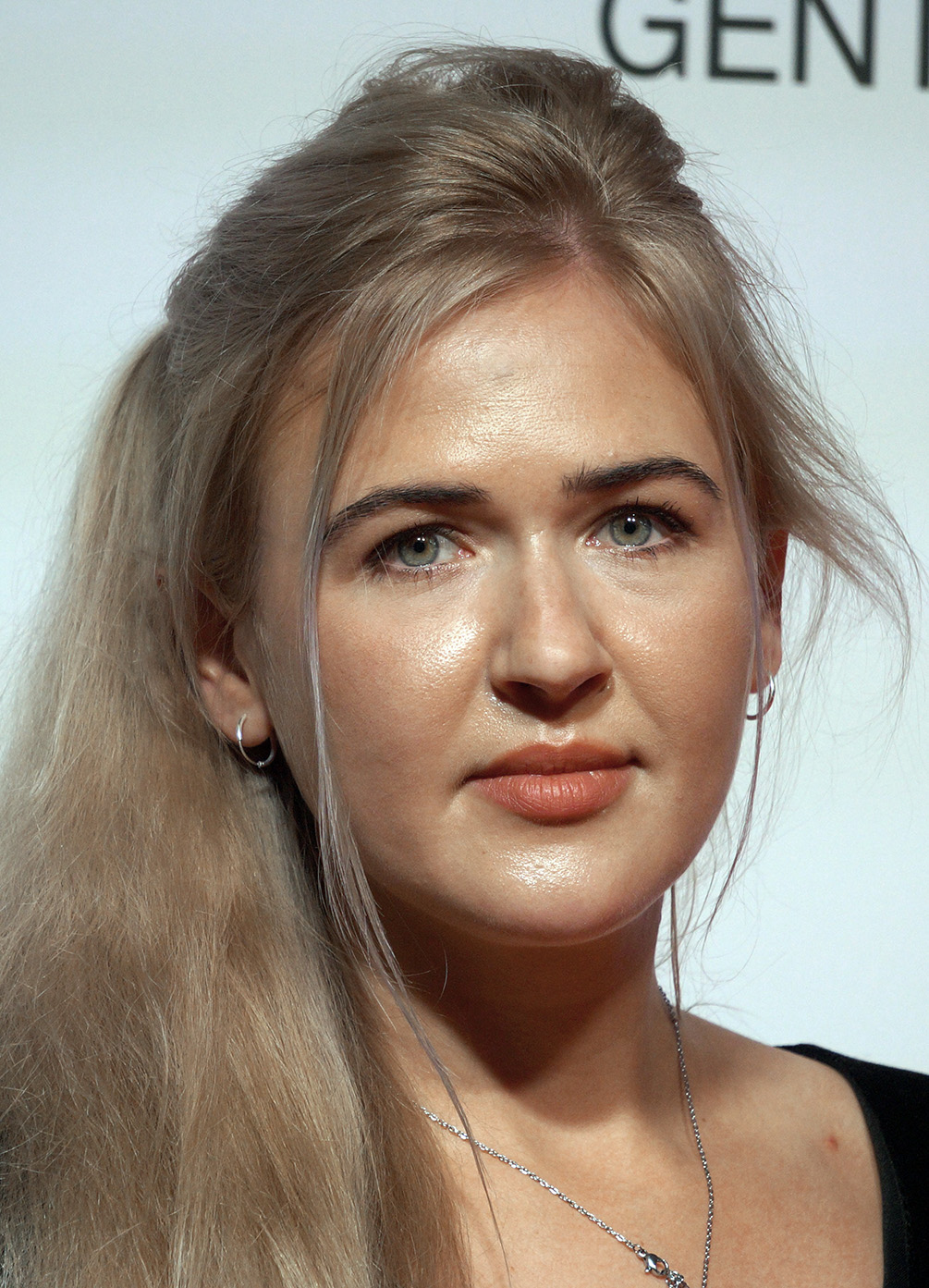
Dascha Dauenhauer (* 1989)

- Dauenhauer, Erich (1935–2018), deutscher Ökonom, Wirtschaftspädagoge, Schriftsteller und Herausgeber einer Literaturzeitschrift
- Dauenhauer, Nora Marks (1927–2017), US-amerikanische Autorin
- Dauenhauer, Samia (* 1984), deutsche Schauspielerin
- Dauer, Alfons M. (1921–2010), deutscher Musikwissenschaftler (Jazz, Blues) und Ethnologe
- Dauer, Franz (1873–1937), deutscher Politiker (BVP), MdR
- Dauer, Heinrich (1871–1952), deutscher Architekt und kommunaler Baubeamter in Düren
- Dauer, Hermann (1901–1945), deutscher Landrat
- Dauer, Jochen (* 1952), deutscher Unternehmer und Autorennfahrer
- Dauer, Johann Ernst (1746–1812), deutscher Theaterschauspieler und Opernsänger (Tenor)
- Dauer-von Etzdorf, Henriette (1758–1843), deutsche Theaterschauspielerin und Opernsängerin
- Dauerer, Gabriela (1958–2023), deutsche Malerin

### Dauf
- Daufeldt, Hans (* 1908), deutscher SS-Führer
- Daufresne, Xavier (* 1968), belgischer Tennisspieler

### Daug
- Dauga, Vincent (* 1988), französischer Bahn- und Straßenradrennfahrer
- Daugaard, David (* 1994), dänischer Badmintonspieler
- Daugaard, Dennis (* 1953), US-amerikanischer Politiker (Republikanische Partei)
- Daugaard, Thora (1874–1951), dänische Frauenrechtsaktivistin, Pazifistin, Übersetzerin und Herausgeberin
- Daugaard-Jensen, Jens (1871–1938), dänischer Jurist und Inspektor in Grönland
- Daugaviete, Erna (1906–1991), sowjetisch-lettische Chemikerin
- Daugaviņš, Kaspars (* 1988), lettischer Eishockeyspieler
- Dauge, Aleksandrs (1868–1937), lettischer Lehrer, Literaturwissenschaftler, Journalist und Staatsminister für Bildung (1921–1923)
- Daugėla, Česlovas (* 1961), litauischer Politiker, Bürgermeister
- Daugelavičius, Rimantas (* 1956), litauischer Biochemiker
- Daugerutis, Mächtiger in Livland
- Daugherty, Brad (* 1951), US-amerikanischer Pokerspieler
- Daugherty, Brad (* 1965), US-amerikanischer Basketballspieler
- Daugherty, Brant (* 1985), US-amerikanischer Schauspieler
- Daugherty, C. J. (* 1974), US-amerikanische Autorin
- Daugherty, Harry M. (1860–1941), US-amerikanischer Jurist und Politiker
- Daugherty, Herschel (1910–1993), US-amerikanischer Filmregisseur
- Daugherty, James Alexander (1847–1920), US-amerikanischer Politiker
- Daugherty, Michael (* 1954), US-amerikanischer Komponist, Pianist und Musikpädagoge
- Daughton, Ralph Hunter (1885–1958), US-amerikanischer Politiker
- Daughtridge, Elijah L. (1863–1921), US-amerikanischer Farmer und Politiker
- Daughtry, Chris (* 1979), US-amerikanischer Pop-Sänger
- Daugird, Halina, deutsche Filmeditorin
- Daugirdas, Tadas (1852–1919), litauischer Maler, Archäologe und Heimatforscher
- Daugman, John (1954–2024), US-amerikanischer Informatiker
- Daugs, Reinhard (1946–2003), deutscher Sportwissenschaftler und Hochschullehrer
- Daugsch, Walter (* 1950), deutscher Historiker

### Dauh
- Dauhaljawez, Michail (* 1990), belarussischer Amateurboxer im Halbschwergewicht
- Dauher, Adolf, deutscher Bildhauer

### Dauj
- Daujotienė, Audra (* 1953), litauische Politikerin

### Dauk
- Daukantas, Simonas (1793–1864), litauischer Historiker und Schriftsteller
- Däukejew, Serikbek (* 1950), kasachischer Geophysiker und Politiker
- Daukša, Mikalojus († 1613), litauischer Autor und Literat
- Daukšys, Kęstutis (* 1960), litauischer Manager und Politiker

### Daul
- Daul, Joseph (* 1947), französischer Politiker (UMP), MdEP
- Daula, Sklavin
- Daulatram, Jairamdas (1891–1979), indischer Politiker
- Daultanne, Joseph (1759–1828), französischer Divisionsgeneral
- Daulte, François (1924–1998), Schweizer Kunsthistoriker, Verleger, Kurator und Museumsdirektor

### Daum
- Daum, Ahron (1951–2018), israelischer Rabbiner des orthodoxen Judentums, Lehrer, Autor und alleiniger Gemeinderabbiner in Frankfurt am Main
- Daum, Alexandra (* 1986), österreichische Skirennläuferin
- Daum, Andreas W. (* 1963), deutsch-amerikanischer Historiker
- Daum, Auguste (1853–1909), französischer Keramiker und Glaskünstler
- Daum, Christian (1612–1687), deutscher Philologe und Historiker
- Daum, Christoph (1953–2024), deutscher Fußballspieler und -trainerChristoph Daum (1953–2024)

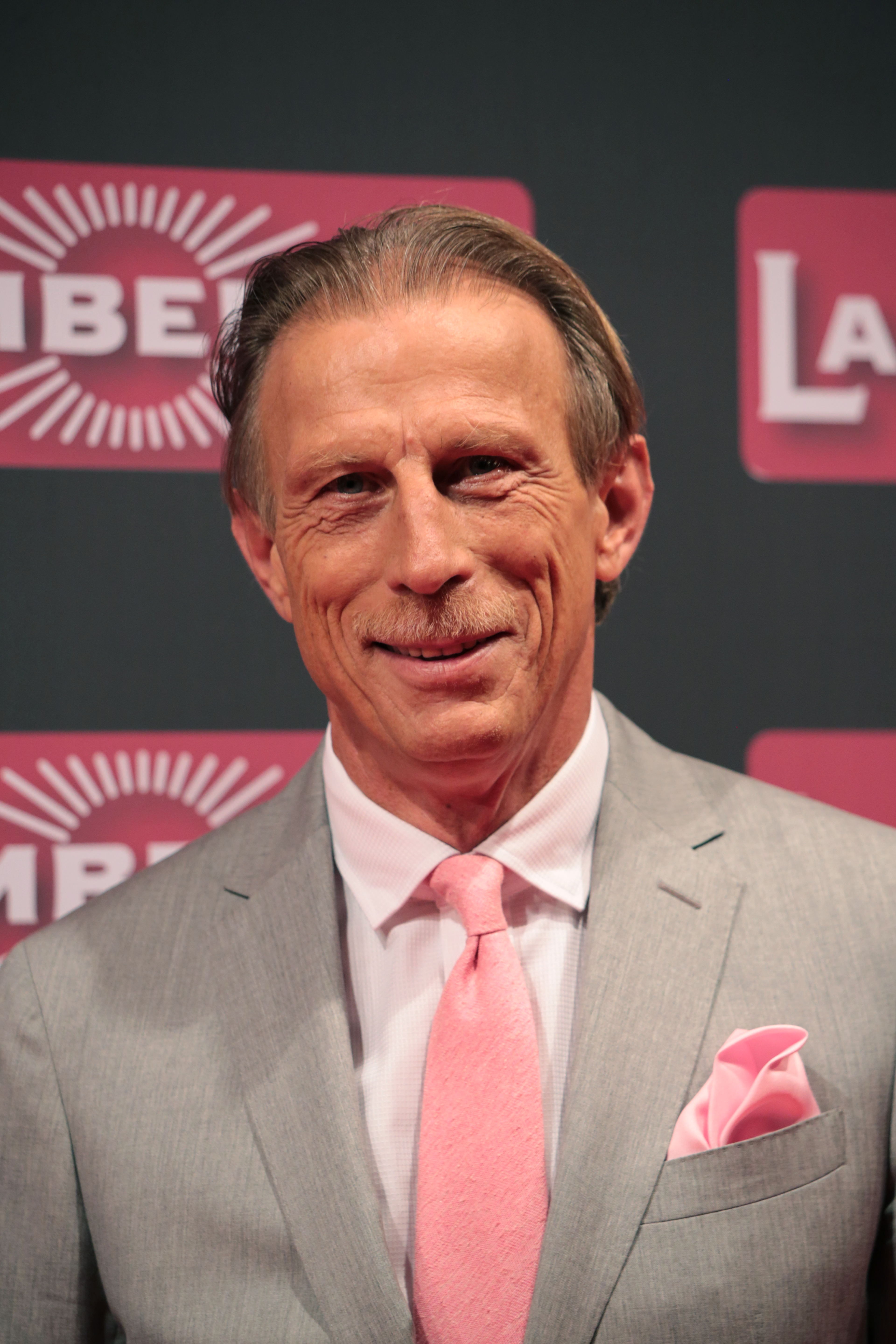
Christoph Daum (1953–2024)

- Daum, Gerhard (1931–2013), österreichischer Architekt und Designer
- Daum, Gerhard (* 1956), deutscher Komponist von Filmmusik und Musiker
- Daum, Gottfried Adolph (1679–1743), Kaufmann, Unternehmer und Bankier in Preußen
- Daum, Josef (1924–2004), deutscher Biologe, Bibliothekar und Hochschullehrer
- Daum, Markus (* 1959), deutscher Bildhauer und Grafiker
- Daum, Martin (* 1959), deutscher Manager
- Daum, Matthias (* 1979), Schweizer Journalist und Autor
- Daum, Moritz (* 1973), deutscher Psychologe und Hochschullehrer
- Daum, Reinhold (* 1892), Landtagsabgeordneter Volksstaat Hessen, SS-Arzt
- Daum, Reinhold (1929–2001), deutscher Oberstleutnant im Ministerium für Staatssicherheit (MfS) der DDR
- Daum, Rob (* 1958), kanadischer Eishockeytrainer
- Daum, Robert (1889–1962), deutscher Politiker (SPD), MdR, Oberbürgermeister von Wuppertal, MdL, MdB
- Daum, Rudi (1925–2019), deutscher Politiker (CSU), MdL
- Daum, Sebald (1934–2024), deutscher Offizier der NVA
- Daum, Thomas (* 1962), deutscher Vizeadmiral und Inspekteur Cyber- und Informationsraum
- Daum, Thomas (* 1963), deutscher Spieleautor
- Daum, Timo (* 1967), deutscher Dozent und Autor
- Daum, Werner (1943–2025), deutscher DiplomatWerner Daum (1943–2025)

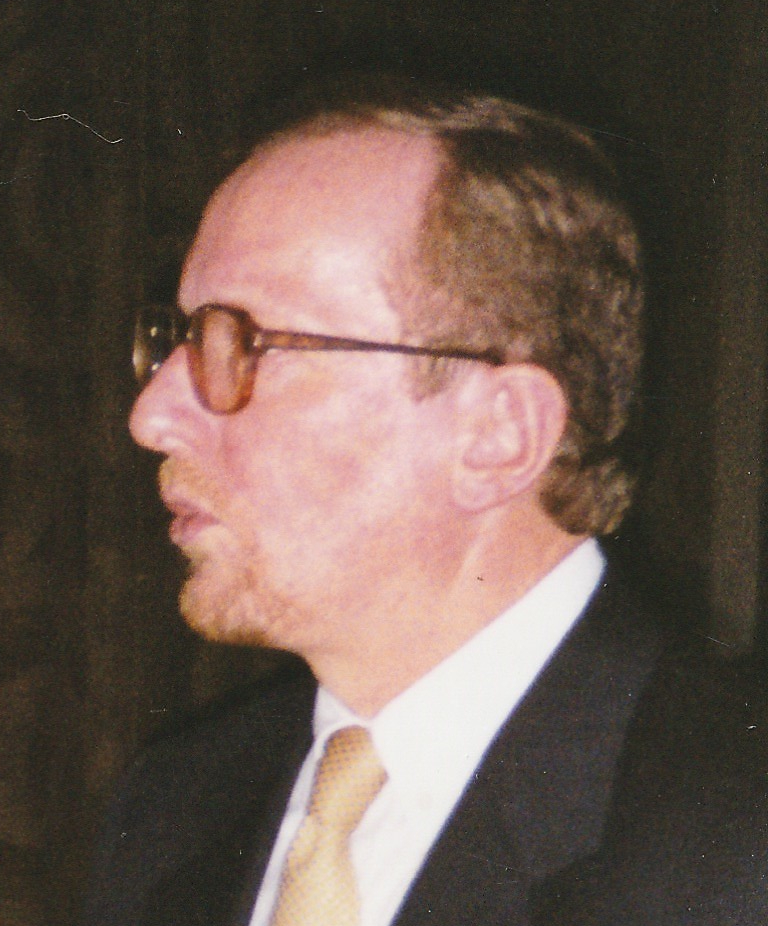
Werner Daum (1943–2025)

- Daum, Werner (* 1961), deutscher Historiker
- Daumain, Auguste (1877–1938), französischer Radsportler
- Daumal Serra, Ramón (1912–2008), spanischer römisch-katholischer Geistlicher, Weihbischof im Erzbistum Barcelona
- Daumal, René (1908–1944), französischer Schriftsteller
- Dauman, Anatole (1925–1998), französischer Filmproduzent
- Dauman, Philippe P. (* 1954), US-amerikanischer Manager
- Daumann, Robert (* 1958), deutscher Basketballfunktionär
- Daumann, Rudolf H. (1896–1957), deutscher Schriftsteller
- Daumard, Adeline (1924–2003), französische Historikerin
- Daumas, Emma (* 1983), französische Sängerin und Songautorin
- Daumas, Eugène (1803–1871), französischer General
- Daumas, François (1915–1984), französischer Ägyptologe
- Daumas, Maurice (1910–1984), französischer Wissenschaftshistoriker
- Daume, Doreen (1957–2013), deutsche Übersetzerin polnischer Literatur
- Daume, Friedrich (1926–1977), österreichischer Mediziner und Funktionär
- Daume, Gottfried (1867–1938), deutscher evangelischer Pfarrer und Autor
- Daume, Torsten (* 1971), deutscher Basketballtrainer
- Daume, Willi (1913–1996), deutscher Sportfunktionär, NOK-Präsident und Vizepräsident des IOC
- Däumel, Gerd (1913–2011), deutscher Gärtner und Professor für Gartenbau und Landschaftsgestaltung
- Daumer, Georg Friedrich (1800–1875), deutscher Philosoph, Protestantismus-Kritiker und Lehrer von Kaspar Hauser
- Daumer, Karl (* 1932), deutscher Biologe
- Daumerlang, Gerda (1920–2006), deutsche Wasserspringerin
- Daumesnil, Pierre (1776–1832), französischer Generalleutnant
- Daumet, Honoré (1826–1911), französischer Architekt
- Däumichen, Klaus (1940–2008), deutscher Forschungsökonom
- Daumier, Honoré (1808–1879), französischer Maler, Bildhauer, Grafiker und KarikaturistHonoré Daumier (1808–1879)

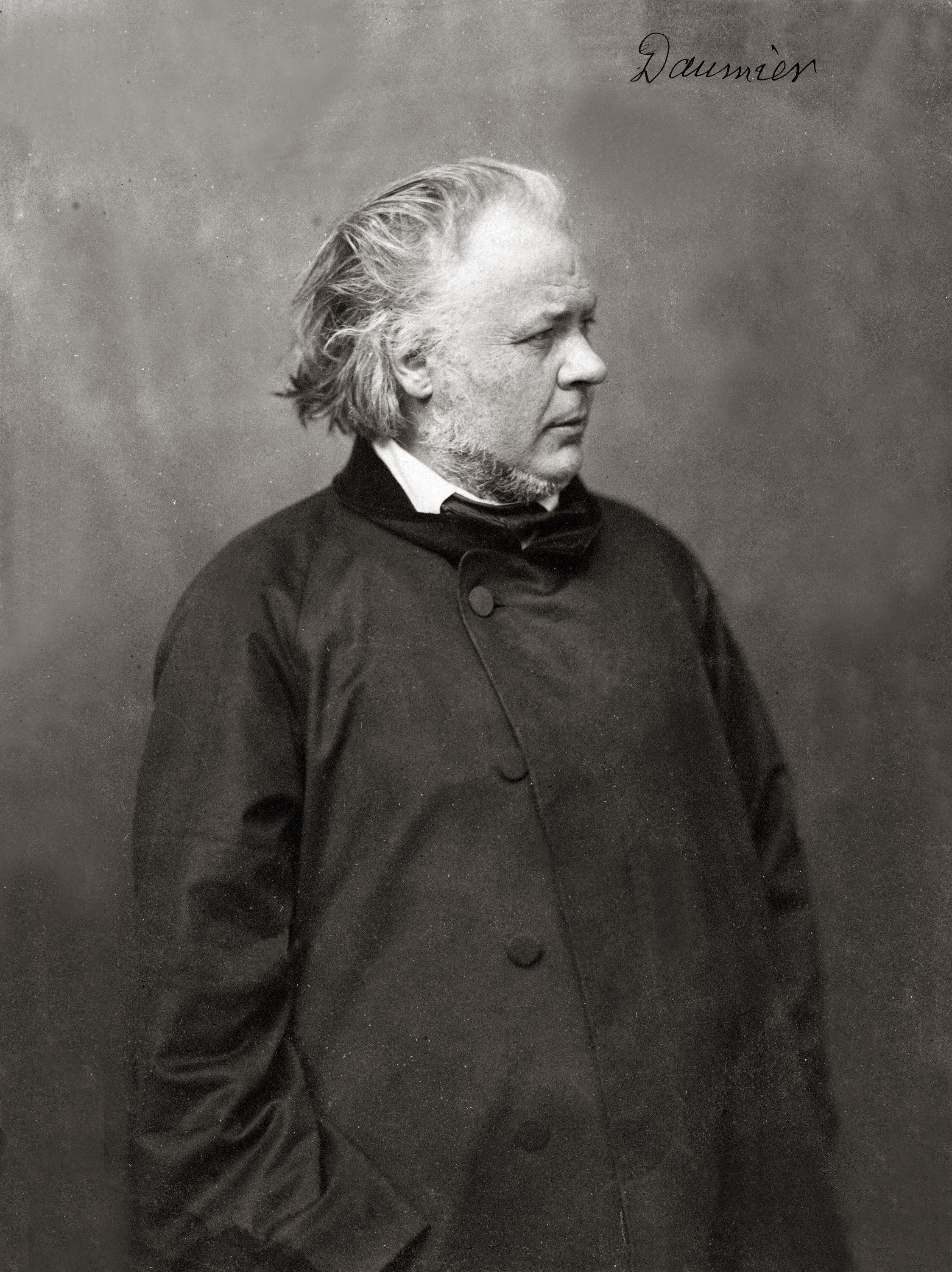
Honoré Daumier (1808–1879)

- Däumig, Ernst (1866–1922), deutscher Politiker (SPD, USPD, VKPD), MdR und Journalist
- Daumiller, Gustav Adolf (1876–1962), deutscher Bildhauer und Medailleur
- Daumiller, Oscar (1882–1970), deutscher evangelischer Pfarrer
- Däumling, Adolf Martin (1917–2011), deutscher Psychologe und Hochschullehrer

### Daun
- Daun, Anders (* 1963), schwedischer Skispringer, Skisprungfunktionär und Skisprungtrainer
- Daun, Berthold (* 1872), deutscher Kunsthistoriker
- Daun, Heinrich Joseph Dietrich von (1678–1761), k.k. Feldmarschall
- Daun, Leopold Joseph von (1705–1766), österreichischer Feldmarschall und Feldherr im Siebenjährigen KriegLeopold Joseph von Daun (1705–1766)

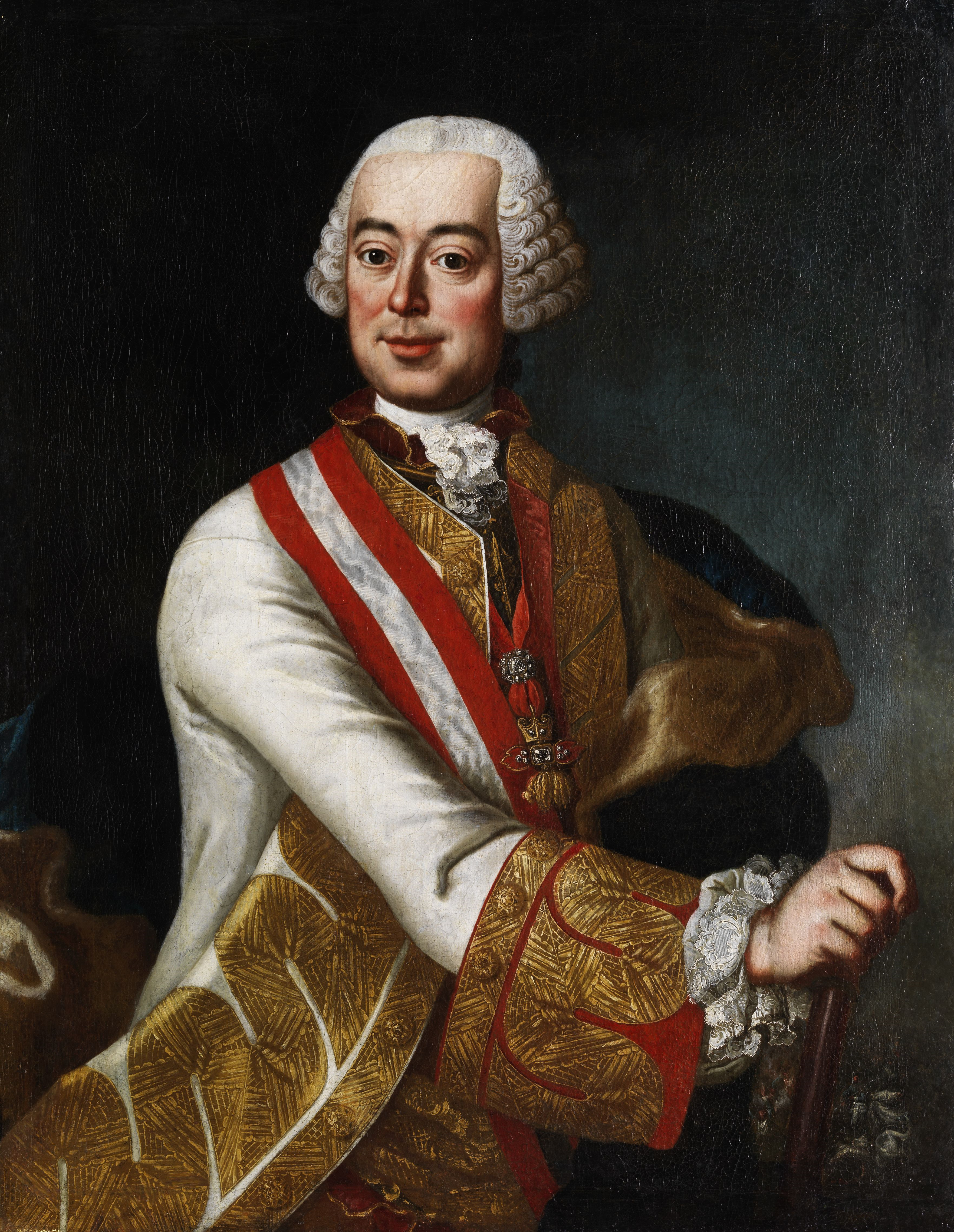
Leopold Joseph von Daun (1705–1766)

- Daun, Markus (* 1980), deutscher Fußballspieler
- Daun, Vanessa (* 1974), deutsche Schauspielerin
- Daun, Wilhelm Johann Anton von und zu (1621–1706), kaiserlicher Generalfeldmarschall, Kommandant von Prag, Regimentsinhaber
- Daun, Wirich Philipp von und zu (1669–1741), österreichischer Feldmarschall
- Daun-Falkenstein, Johann Adolf von (1582–1623), deutscher Adliger
- Daun-Falkenstein, Philipp II. von († 1554), deutscher Subdiakon
- Daun-Falkenstein, Wilhelm Wirich von (1613–1682), deutscher Adliger
- Daun-Falkenstein, Wirich V. von († 1546), deutscher Diplomat und militärischer Befehlshaber, Graf zu Limburg und Falckenstein, Herr zum Oberstein und Broich
- Daun-Falkenstein, Wirich VI. von († 1598), deutscher Adliger, Diplomat, Staatsmann und Politiker
- Daunais, Lionel (1901–1982), kanadischer Opernsänger (Bariton), Opernregisseur und Komponist
- Daunat, Jean-Claude (1945–1999), französischer Radrennfahrer
- Daunay, Christelle (* 1974), französische Langstreckenläuferin
- Daunderer, Max (1943–2013), deutscher Internist und Umweltarzt
- Dauner, Charles (1912–1993), US-amerikanischer Handballspieler
- Dauner, Erwin (1894–1980), deutscher Bildhauer
- Dauner, Florian (* 1971), deutscher Schlagzeuger und MusikproduzentFlorian Dauner (* 1971)

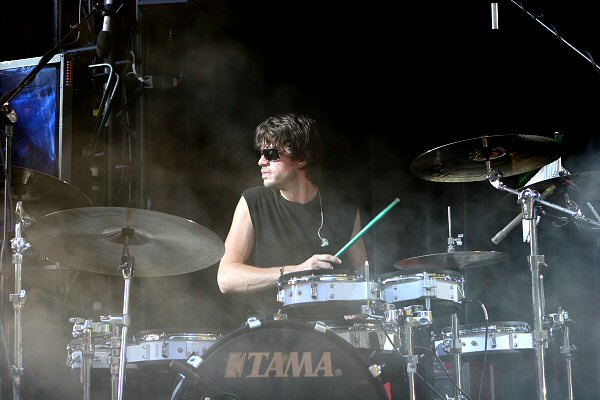
Florian Dauner (* 1971)

- Dauner, Gottfried (1908–1980), deutscher Architekt
- Dauner, Wolfgang (1935–2020), deutscher Keyboarder, Jazzpianist und Komponist
- Dauner-Lieb, Barbara (* 1955), deutsche Juristin, Professorin an der Universität zu Köln
- Daunicht, Karl (1898–1945), deutscher kommunistischer Widerstandskämpfer gegen den Nationalsozialismus
- Daunno, Damon (* 1984), US-amerikanischer Schauspieler, Komponist und Sänger
- Daunou, Pierre-Claude (1761–1840), französischer Politiker während der Französischen Revolution
- Daunt, Timothy (1935–2023), britischer Diplomat

### Daup
- Dauphin, Albert (1827–1898), französischer Anwalt und Politiker
- Dauphin, Claude (1903–1978), französischer Schauspieler
- Dauphin, Florian (* 1999), französischer Radrennfahrer
- Dauphin, Guichard I., französischer Adliger, Großmeister der Armbrustschützen
- Dauphin, Guichard II. († 1415), französischer Adliger und Militär, Großmeister von Frankreich
- Dauphin, Heide (* 1942), deutsche Tischtennisspielerin
- Dauphin, Jean-Claude (* 1948), französischer Schauspieler
- Dauphin, Johann Christian (1682–1730), deutscher Orgelbauer
- Dauphin, Johann Eberhard, deutscher Orgelbauer
- Dauphin, Laurent (* 1995), kanadischer Eishockeyspieler
- Dauphin, Marcelle (1893–1976), luxemburgische Zahnärztin
- Dauphin, Max (1977–2024), luxemburgischer Maler
- Dauphinais, Alain, kanadischer Komponist
- Daupi, Sevian (* 1989), italienischer Rugby-Union-Spieler
- Dauplaise, Jareb (* 1979), US-amerikanischer Schauspieler
- Dauprat, Louis François (1781–1868), französischer Hornist und Komponist

### Daur
- Daur, Caro (* 1995), deutsche BloggerinCaro Daur (* 1995)

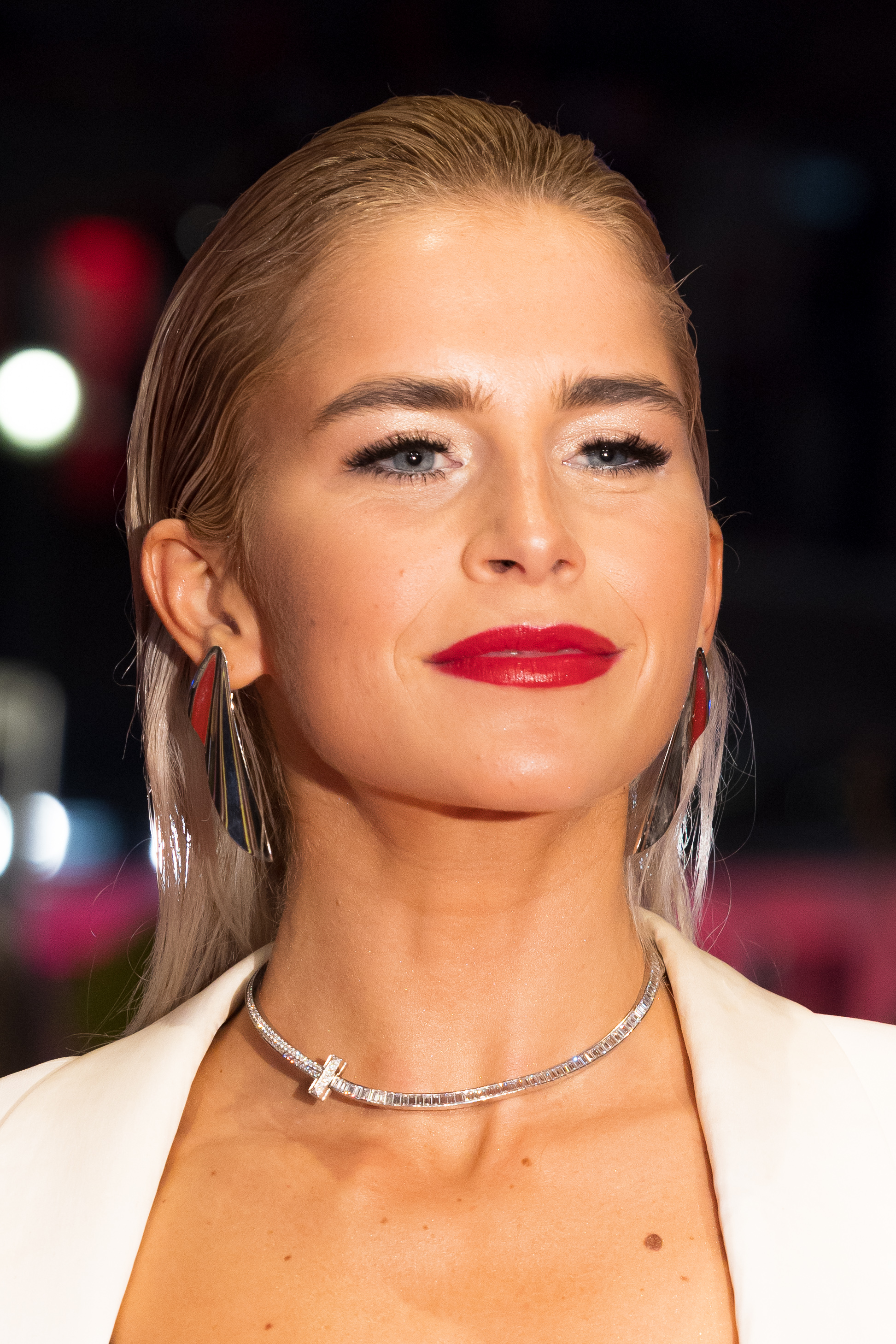
Caro Daur (* 1995)

- Daur, Elisabeth (1899–1991), deutsche Kommunalpolitikerin (GVP, SPD)
- Daur, Hermann (1870–1925), deutscher Maler und Graphiker
- Daur, Rudolf (1892–1976), deutscher evangelischer Theologe
- Daureeawoo-Jeewa, Fazila, mauritische Politikerin
- Daurelle, Jean-Philippe (* 1963), französischer Säbelfechter und Fechttrainer
- Daurentios, Führer der Sklavinen
- Daurer, Joan, katalanischer Maler
- Daurer, Karl (1902–1971), deutscher Politiker (KPD)
- Daurey, Dana (* 1976), US-amerikanische Schauspielerin
- D’Auria, Marco Pav (* 1970), deutsch-italienischer Filmeditor
- Daurio, Ken (* 1971), US-amerikanischer Drehbuchautor
- Daurkin, Nikolai Iwanowitsch (* 1734), tschuktschisch-russischer Entdeckungsreisender und Dolmetscher

### Daus
- Daus, Avraham (1902–1974), deutsch-israelischer Dirigent und Komponist
- Daus, Bodo (* 1957), deutscher Fußballspieler
- Daus, David (* 1975), deutscher Tischtennisspieler
- Daus, Ilse (1911–2000), österreichisch-israelische Illustratorin
- Daus, Joshard (1947–2021), deutscher Chorleiter und Dirigent
- Daus, Ronald (* 1943), deutscher Romanist
- Daus, Ursula (* 1953), deutsche Soziologin und Architekturkritikerin
- Dausab, Yvonne (* 1974), namibische Politikerin und Rechtsanwältin
- Dausabea, Charles (1960–2019), salomonischer Politiker, Abgeordneter und Minister
- Dausch, Constantin (1841–1908), deutscher Bildhauer
- Dausch, Dieter (1941–2025), deutscher Ophthalmologe und Hochschullehrer
- Dausch, Martin (* 1986), deutscher Fußballspieler
- Dausch, Peter (1864–1944), deutscher katholischer Geistlicher und Theologe
- Dausch-Neumann, Dorothea (1921–2013), deutsche Zahnärztin und Hochschullehrerin
- Dausel, Christian (* 1984), deutscher Fußballspieler
- Dausend, Felix (* 1988), deutscher Fußballspieler
- Dausend, Gerd-Michael (1952–2019), deutscher Musikschul- und Musik-Hochschullehrer, Herausgeber von Literatur für die Konzertgitarre
- Dausend, Hugo (1882–1940), deutscher Franziskaner und Kirchenhistoriker
- Dauser, Hans (1877–1969), deutscher Politiker (NSDAP), MdL, MdR und SS-Führer
- Dauser, Lukas (* 1993), deutscher KunstturnerLukas Dauser (* 1993)

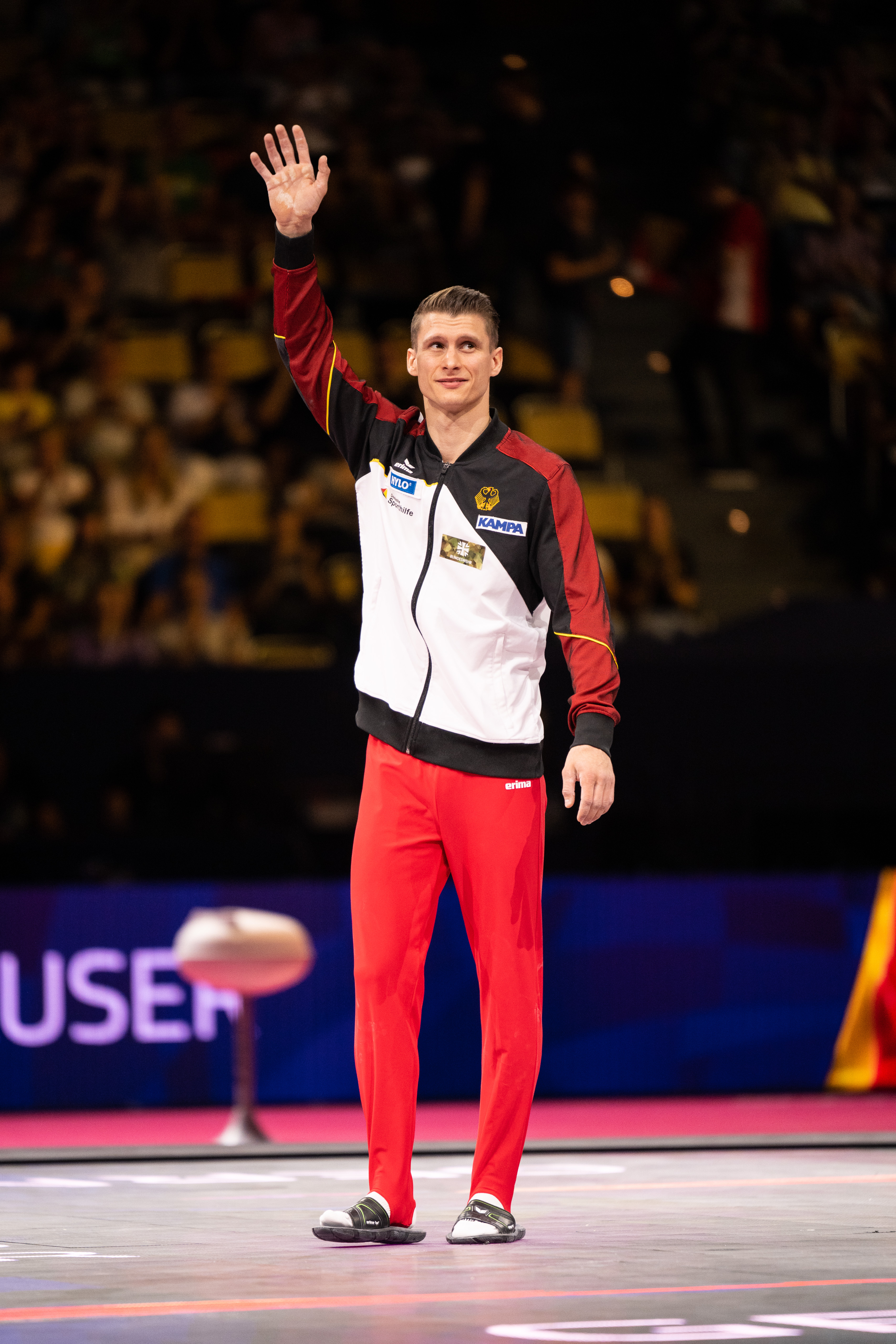
Lukas Dauser (* 1993)

- Dauser, Regina (* 1974), deutsche Historikerin
- Dauser, Sue S. (1888–1972), US-amerikanische Krankenschwester und Superintendent Navy Nurse Corps der US Navy
- Dauser, Thomas (* 1975), deutscher Journalist und Medienmanager
- Dauses, August (1947–2008), deutscher Romanist und Sprachwissenschaftler
- Dauses, Manfred A. (1944–2016), deutscher Jurist
- Dausgaard, Thomas (* 1963), dänischer Dirigent
- Dausien, Bettina (* 1957), deutsche Erziehungswissenschaftlerin
- Dausien, Ulrich (* 1957), deutscher UnternehmerUlrich Dausien (* 1957)

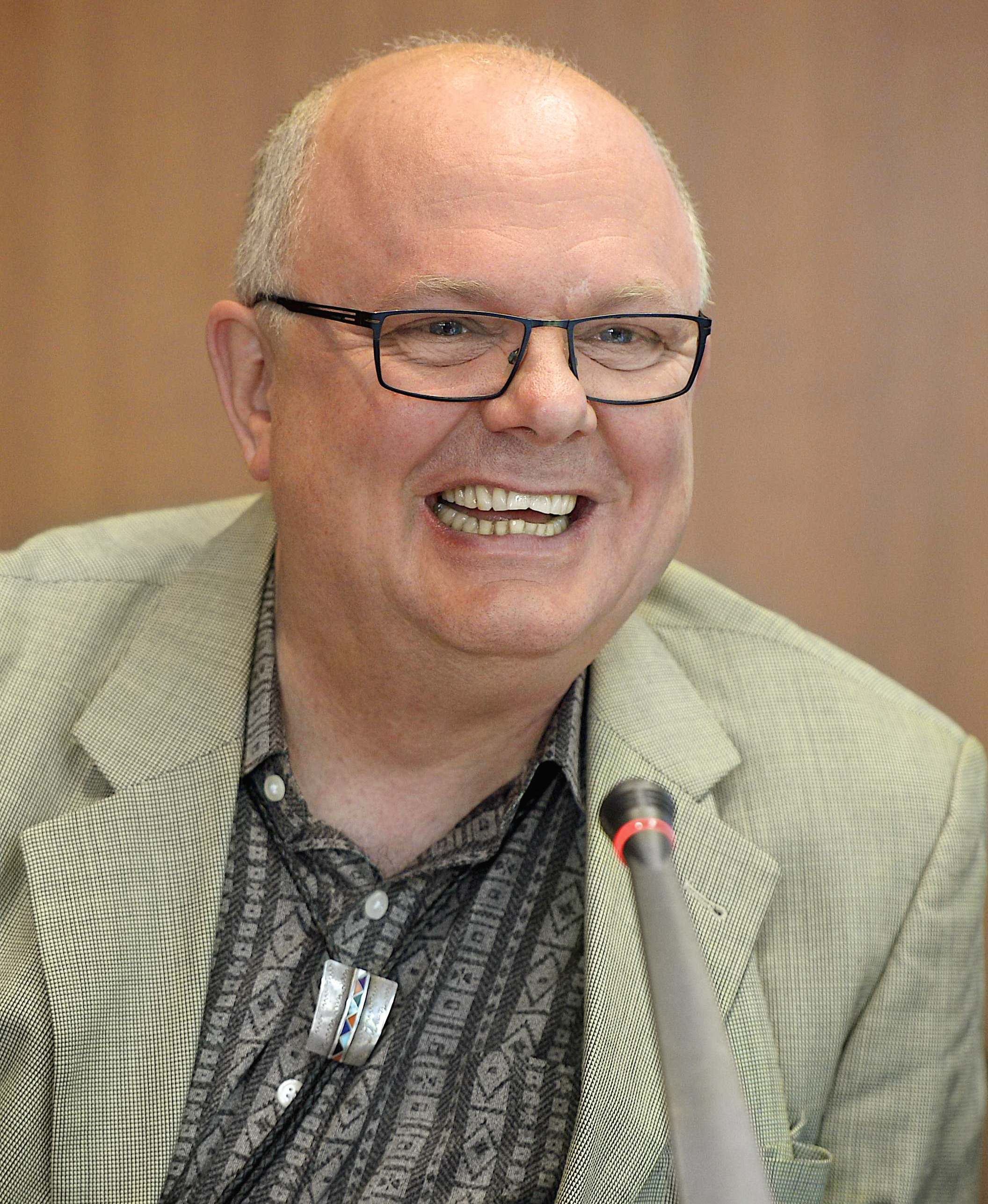
Ulrich Dausien (* 1957)

- Dausien, Werner (1927–2001), deutscher Verleger
- Dauškāne, Inga (* 1980), lettische Skilangläuferin
- Dausmann, Hugo (* 1942), deutscher Fußballspieler
- Dausmann, Kathrin (* 1972), deutsche Biologin; Professorin an der Universität Hamburg
- Dausner, René (* 1975), deutscher römisch-katholischer Theologe und Hochschullehrer
- Daussat, Samy (* 1972), französischer Jazzmusiker (Gitarre, Komposition)
- Dausset, Jean (1916–2009), französischer Mediziner und Hämatologe, Nobelpreisträger für Medizin
- Daussoigne-Méhul, Joseph (1790–1875), belgisch-französischer Komponist
- Daust, Walter (1901–1963), deutscher Chirurg und Gynäkologe in Hamburg, Kanton und Shanghai

### Daut
- Daut, Alois (1854–1917), deutsch-böhmischer Architekt
- Dautartas, Julius (* 1953), litauischer Politiker, Mitglied des Seimas
- Dautartas, Juozas (* 1959), litauischer Politiker
- Daute, Tina, deutsche Popsängerin
- D’Autel, August Heinrich (1779–1835), Oberhofprediger und Oberkonsistorialrat in Stuttgart
- Dautel, Jakob († 1514), deutscher Bauer und Revolutionär
- Dautel, Jean-Pierre (1917–2000), französischer Dirigent und Komponist
- Dautel, Pierre-Victor (1873–1951), französischer Graveur und Medailleur
- Dautenhahn, Kerstin (* 1964), deutsche Biologin, Informatikerin und Hochschullehrerin
- Dauter, Erdmut (* 1922), deutsche Schauspielerin und Kabarettistin
- Dauter, Nathanael Ernst (1756–1813), deutscher Mediziner und Naturforscher
- Dauterive, Jim (* 1957), US-amerikanischer Fernsehproduzent, Regisseur, Autor und Schauspieler
- Dautermann, Roswitha (* 1962), österreichische Keramikerin, Malerin und Illustratorin
- Dauth, John (* 1947), australischer Diplomat
- Dauth, Thorsten (* 1968), deutscher Zehnkämpfer
- Dauth, Wolfgang (* 1983), deutscher Soziologe und Hochschullehrer
- Dauthage, Adolf (1825–1883), österreichischer Lithograph
- Dauthe, Johann Carl Friedrich (1746–1816), deutscher Architekt, Landschaftsarchitekt und Kupferstecher
- Dauthendey, Carl Albert (1819–1896), deutscher Fotograf
- Dauthendey, Elisabeth (1854–1943), deutsche Schriftstellerin
- Dauthendey, Max (1867–1918), deutscher Dichter und MalerMax Dauthendey (1867–1918)

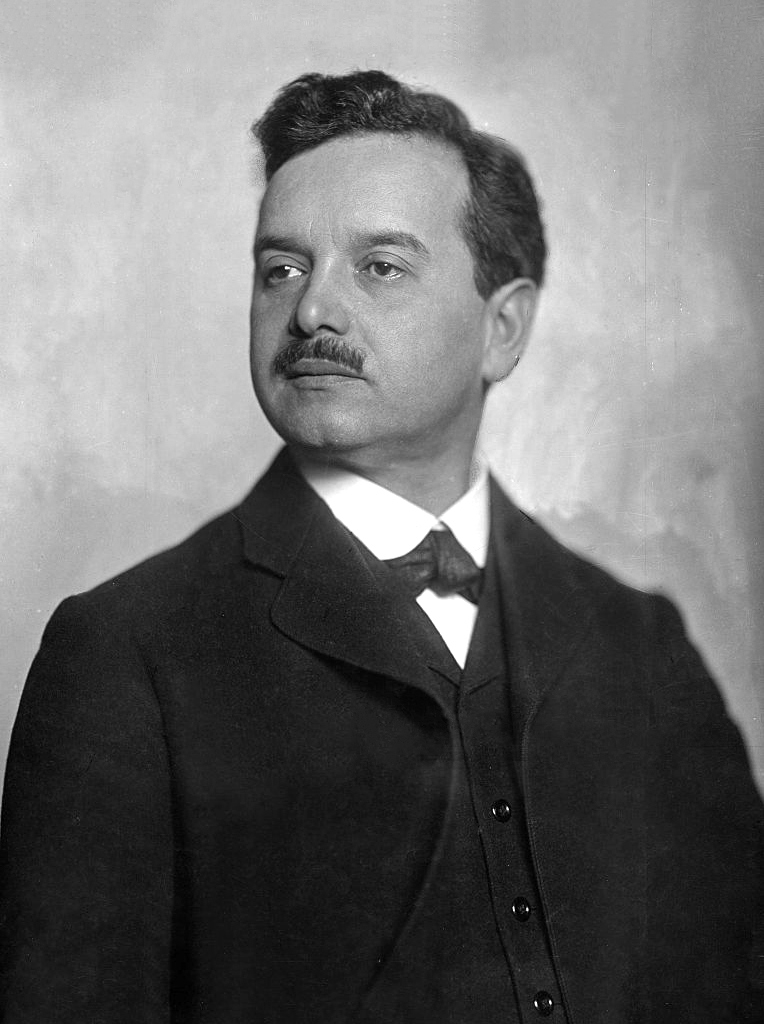
Max Dauthendey (1867–1918)

- Dautherives, Claire (* 1982), französische Skirennläuferin
- Dautheville, Anne-France (* 1944), französische Journalistin und Schriftstellerin
- Dauthuille, Laurent (1924–1971), französischer Boxer
- Dauti, Redia (* 2004), albanische Leichtathletin
- Dauti, Relaksa (* 2001), albanische Leichtathletin
- Dautov, Rustem (* 1965), deutscher Schachgroßmeister russischer Herkunft
- Dautović, Emir (* 1995), slowenischer Fußballspieler
- Dautray, Robert (1928–2023), französischer Ingenieur und Mathematiker
- Dautremer, Rébecca (* 1971), französische Illustratorin und Autorin
- Dautresme, Lucien (1826–1892), französischer Politiker, Komponist und Unternehmer
- Dautry, Raoul (1880–1951), französischer Ingenieur und Politiker
- Dautt, Óscar (* 1976), mexikanischer Fußballspieler
- Dautun, Yves (1903–1973), französischer Komponist, Schriftsteller und Faschist
- Dautzenberg, Dirk (1921–2009), deutscher Schauspieler und Theaterregisseur
- Dautzenberg, Gerhard (1934–2019), deutscher Ordensgeistlicher und römisch-katholischer Theologe
- Dautzenberg, Gerold (* 1939), österreichischer Politiker (LIF), Landtagsabgeordneter
- Dautzenberg, Jakob (1897–1979), deutscher Politiker (KPD), MdR und Widerstandskämpfer gegen den Nationalsozialismus
- Dautzenberg, Jens (* 1974), deutscher Leichtathlet
- Dautzenberg, Johan Michiel (1808–1869), belgischer (flämischer) Dichter, Schriftsteller und Übersetzer
- Dautzenberg, Leo (* 1950), deutscher Politiker (CDU), MdL, MdB
- Dautzenberg, Peter Josef Franz (1769–1828), deutscher Journalist, Zeitungsverleger und Initiator der Stadtbibliothek Aachen
- Dautzenberg, Philippe (1849–1935), belgischer Malakologe
- Dautzenberg, Rolf (1945–2005), deutscher Trabrennsportler
- Dautzenberg, Thomas (* 1975), deutscher Verwaltungsjurist

### Dauv
- Dauven, Klaus (* 1966), deutscher Kunstpädagoge und Künstler
- Dauven, Stephan Dominicus (1732–1797), deutscher Jurist und Bürgermeister der Freien Reichsstadt Aachen
- Dauvergne, Antoine (1713–1797), französischer Komponist, Violinist und Operndirektor
- Dauvergne, Christian (1890–1954), französischer Autorennfahrer
- Dauverné, François (1799–1874), französischer Trompeter
- Dauvilliers († 1690), französischer Schauspieler
- Dauvin, Emmanuelle (* 1990), französische Geigerin und Organistin

### Dauw
- Dauwa Yohanna, Bulus (* 1970), nigerianischer Geistlicher, römisch-katholischer von Kontagora
- Dauwalter, Courtney (* 1985), US-amerikanische Trail- und UltraläuferinCourtney Dauwalter (* 1985)

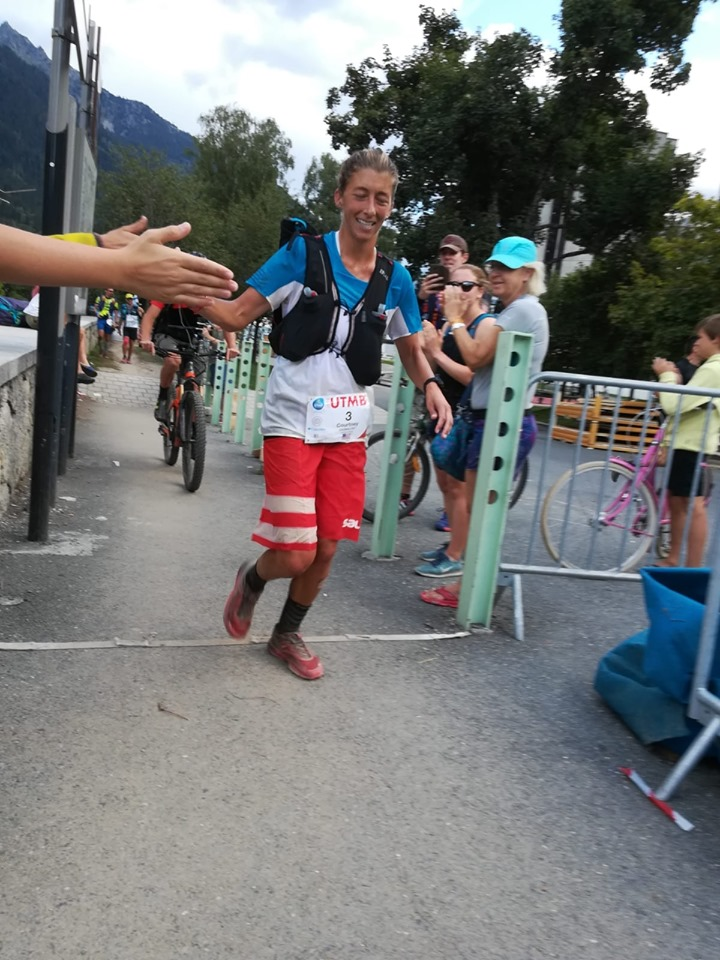
Courtney Dauwalter (* 1985)

- Dauwens, Axelle (* 1990), belgische Leichtathletin

### Daux
- Daux, Georges (1899–1988), französischer Altphilologe, Klassischer Archäologe und Epigraphiker
- Daux, Isbrand, Schweizer Politiker
- Dauxerre, Victoire (* 1992), französische Schauspielerin

### Dauy
- Dauylbajew, Asqat (* 1962), kasachischer Jurist

### Dauz
- Dauzat, Albert (1877–1955), französischer Romanist, Linguist und Namenforscher
- Dauzenberg, Aloys (1831–1907), deutscher katholischer Pfarrer, MdR
- Dauzenberg, Michael (1828–1898), deutscher Orgelbauer
- Dauzenroth, Erich (1931–2004), deutscher Erziehungswissenschaftler